# Театр дома гильдии Хугуан
Театр дома гильдии Хугуан (Театр «Хугуанхуэйгуань»; кит. трад. 湖廣會館大戲樓, упр. 湖广会馆大戏楼, пиньинь Húguǎng Huìguǎn Dà Xìlóu) — театр пекинской оперы в районе Сичэн (Пекин). Является частью комплекса зданий Хугуанхуэйгуань.

## История
Здание театра было возведено в 1830 году во время перестройки комплекса зданий гильдии Хугуан. Здесь встречались уроженцы провинции Хугуан (позднее разделённой на Хубэй и Хунань), проводились различные торжественные мероприятия.
После образования Китайской Республики в театре начали выступать артисты пекинской оперы, среди которых были такие известные её представители, как Тань Синьпэй, Юй Шуянь, Мэй Ланьфан, Чэнь Дэлинь (кит. 陈德霖, 1862—1930), Чэн Яньцю.
В 1912 году здесь неоднократно выступал с речами Сунь Ятсен; здесь же 25 августа он объявил о слиянии Тунмэнхой и ещё пяти организаций в Гоминьдан.
Театр дома гильдии Хугуан входит в список десяти крупнейших деревянных театров мира.
В 1996 году прошла реставрация театра.
6 сентября 1997 года в соседнем с театром павильоне Вэньчан дома гильдии Хугуан был открыт Музей оперы Китая.

## Интерьер
Занавес театра выполнен из позолоченной жёлтой парчи, украшенной вышивкой (дракон и феникс с жемчужиной, пионы, летучие мыши, другие узоры с благоприятной символикой). Мебель выполнена из ценных пород дерева.
Театр рассчитан на 260 зрителей. Помимо партера, вторым ярусом организовано 12 балконов. Перед сценой организовано несколько квадратных столов по 8 мест на каждый.
Сцена имеет прямоугольную форму и расположена на северной стороне. Зал изначально был открытым, потом был перестроен в закрытый.
Сбоку от сцены стоит экран, на который выводятся субтитры на китайском и английском языках.